# Universidad de Economía de la ciudad de Ho Chi Minh
La Universidad de Economía de la Ciudad de Ho Chi Minh (UEH), también conocida como la Universidad UEH, es una institución pública y multidisciplinaria bajo el Ministerio de Educación y Formación de Vietnam, clasificada entre las universidades nacionales clave. Ocupa la posición principal en la oferta de educación en economía, negocios y gestión en la región sur de Vietnam. Esta universidad sirve como piedra angular del sistema de educación superior de Vietnam y funciona como un centro de investigación de políticas económicas y de gestión para el gobierno y las principales corporaciones. La Universidad de Economía de la Ciudad de Ho Chi Minh es conocida por formar a muchos de los líderes más destacados en conocidas corporaciones multinacionales en Vietnam y a nivel global.
En 1976, la escuela se estableció como la Universidad de Economía bajo la supervisión del Ministerio de Universidades y Escuelas Secundarias Profesionales. En 1996, la antigua Universidad de Economía se fusionó con otras dos instituciones para convertirse en la Universidad de Economía bajo la Universidad Nacional de la Ciudad de Ho Chi Minh. En 2000, la Universidad Nacional de la Ciudad de Ho Chi Minh reestructuró su organización, separando la Universidad de Economía para que se convirtiera en una entidad independiente, pasando a ser conocida como la Universidad de Economía de la Ciudad de Ho Chi Minh, bajo la supervisión del Ministerio de Educación y Formación. En octubre de 2021, la administración de la institución tomó la decisión de reestructurarse, creando varias escuelas miembro y avanzando hacia una universidad multidisciplinaria y con diversas áreas de estudio. A partir de octubre de 2023, la Universidad de Economía de la Ciudad de Ho Chi Minh se transformó oficialmente en la Universidad de Economía de la Ciudad de Ho Chi Minh.
En la actualidad, la universidad opera con 10 instalaciones de enseñanza principales en la ciudad de Ho Chi Minh, además de un campus afiliado en Vinh Long, 3 residencias estudiantiles y varios otros campus. La sede de la universidad se encuentra actualmente en el número 59C de la calle Nguyen Dinh Chieu, en el Distrito 3 de la Ciudad de Ho Chi Minh.
Durante casi medio siglo, la Universidad de Economía de la Ciudad de Ho Chi Minh ha desempeñado un papel fundamental en la formación de varias generaciones de funcionarios públicos que sirven en el gobierno, así como en la formación de exitosos empresarios y destacados líderes políticos, contribuyendo de manera significativa al suministro de recursos humanos de alta calidad para el proceso de innovación y desarrollo del país. La universidad suele figurar entre las principales instituciones educativas en el campo de economía y negocios, tanto a nivel regional como internacional, según diversas organizaciones de prestigio en sus clasificaciones, como QS, Eduniversal y U-Multirank. Cada año, la universidad organiza numerosas actividades, campañas de voluntariado, eventos de la Unión de Jóvenes - Asociación de Estudiantes y diversos concursos académicos reconocidos dentro de la comunidad estudiantil a nivel nacional. Un ejemplo notable es el CYM Group, un club académico de estudiantes universitarios que en 2011 estableció un Récord Mundial Guinness, siendo el primer grupo de estudiantes en Vietnam en lograr tal hazaña.

## Historia

### El proceso de formación y desarrollo.
El nombre de la universidad fue establecido conforme a la Decisión No. 426/TTg, emitida el 27 de octubre de 1976 por el Primer Ministro Pham Van Dong. Esta decisión se basó en la fusión de la Universidad de Derecho (actual Campus A, ubicado en la calle Nguyen Dinh Chieu, Distrito 3) que pertenecía a la Universidad de Saigón, junto con otras universidades económicas del sur que operaban antes de 1975, las cuales estaban bajo la supervisión directa del Ministerio de Universidades y Escuelas Secundarias Profesionales, que en la actualidad es el Ministerio de Educación y Formación. El 23 de noviembre de 1976 se llevó a cabo la inauguración del primer curso en la universidad.
En 1986, la Facultad de Filosofía y Economía de la Universidad de la Ciudad de Ho Chi Minh se dividió en dos entidades separadas: la Facultad de Filosofía y la Facultad de Economía. Específicamente, la Facultad de Economía asumió la responsabilidad de ofrecer programas de grado y posgrado, así como de llevar a cabo investigaciones científicas en el campo de la economía y la administración de empresas, con un enfoque especial en las disciplinas de Economía Política y Economía. A partir de 1990, la Facultad ha estado proporcionando programas de licenciatura en Economía, Economía Exterior y Administración de Empresas, además de programas de posgrado en Economía.
miniaturadeimagen|200x200px| El logotipo de la vieja escuela utilizado desde 2004 hasta 2021. 
El Campus II de la Universidad de Contabilidad de Hanoi en la Ciudad de Ho Chi Minh fue establecido en octubre de 1988. El 15 de octubre de 1988, el Consejo de Ministros emitió el Decreto n.º 155/HDBT, oficialmente reconociendo la creación de la Universidad de Finanzas y Contabilidad de la Ciudad de Ho Chi Minh, que estaba bajo la supervisión del Ministerio de Finanzas. El 27 de enero de 1995, el Primer Ministro emitió el Decreto 16/CP que estableció la Universidad Nacional de la Ciudad de Ho Chi Minh. Luego, el 9 de julio de 1996, el ministro de Educación y Capacitación emitió la Decisión No. 2819/GD-DT con fecha 9 de julio de 1996 para establecer la Universidad de Economía bajo la Universidad Nacional de la Ciudad de Ho Chi Minh. Esta nueva entidad se formó a través de la fusión de tres unidades, que incluían la antigua Universidad de Economía de la Ciudad de Ho Chi Minh, la Universidad de Finanzas y Contabilidad de la Ciudad de Ho Chi Minh y la Facultad de Economía de la Universidad de la Ciudad de Ho Chi Minh.

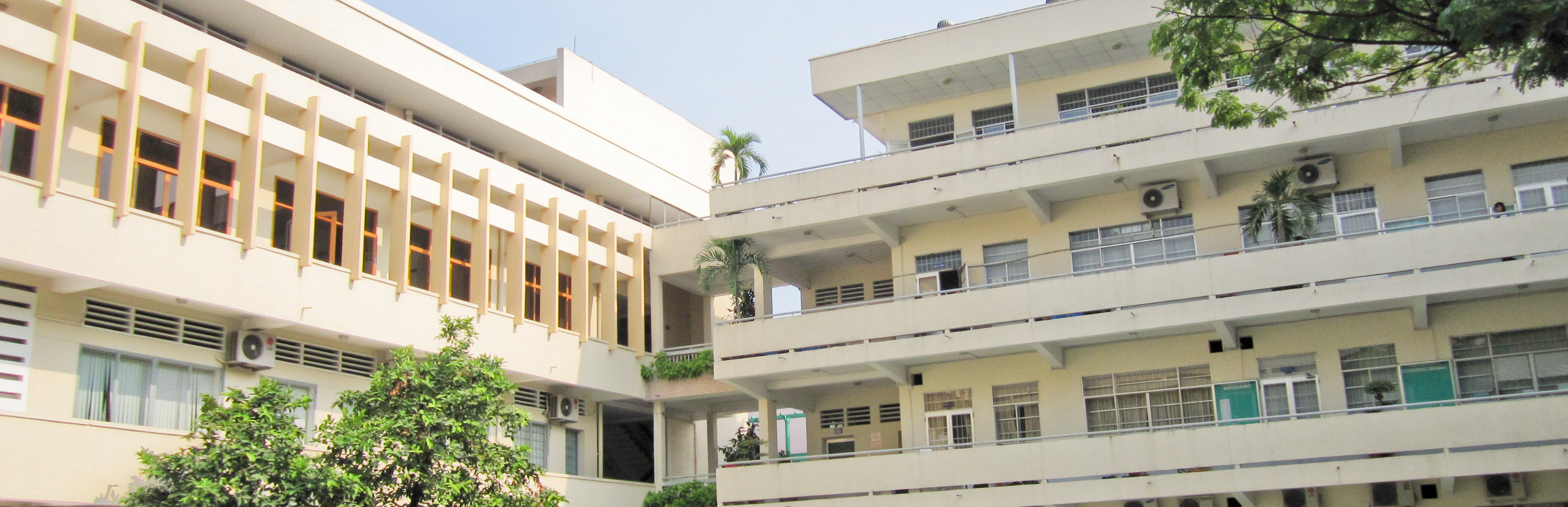
Una esquina del edificio del aula B2, foto tomada en 2011

El 10 de octubre de 2000, el Primer Ministro emitió la Decisión No. 118/2000/QD-TTg, que reorganizó la Universidad Nacional de la Ciudad de Ho Chi Minh al separar la Universidad de Economía de Kinh y establecerla como una universidad nacional clave, dependiente del Ministerio de Educación y Formación.
Para llevar a cabo los objetivos de formación, investigación y consultoría de la Universidad de Economía de la Ciudad de Ho Chi Minh en la región del delta del Mekong, el 4 de diciembre de 2019 se estableció una sucursal de la universidad en la provincia de Vinh Long. Esta decisión se basó en la Decisión N° 4650/QD-BGDDT  del Ministerio de Educación y Formación y se realizó mediante la fusión de la Facultad de Economía y Finanzas de Vinh Long. La sucursal comenzó a operar en enero de 2020.

### Actualización y ampliación de la escuela.
En octubre de 2015, la Universidad de Economía de la Ciudad de Ho Chi Minh (UEH) celebró la inauguración del proyecto de renovación del Campus C en la calle 3/2, número 91, en el Distrito 10. Este campus alberga al Centro Franco-Vietnamita de Formación Gerencial (CFVG) en la Ciudad de Ho Chi Minh.
A finales de 2019, se finalizó la construcción del campus B1 de la Universidad de Economía de la Ciudad de Ho Chi Minh, ubicado en 279 Nguyen Tri Phuong. Este nuevo campus amplió la capacidad de la sala de conferencias y las áreas de oficinas. El proyecto se materializó en un moderno edificio de 15 pisos con 2 sótanos, 5 ascensores y un puente peatonal que conecta con el edificio B2. Ocupando un terreno de 1015 m2, el proyecto se puso en funcionamiento oficialmente en enero de 2020.
En enero de 2021, el proyecto de la Instalación N, ubicada en la calle Nguyen Van Linh, en el distrito de Binh Chanh, entró oficialmente en funcionamiento después de más de 2 años de construcción. Esta nueva instalación ocupa una extensión de 11,1 hectáreas y consta de un edificio central de 10 pisos, una sala de conferencias de 5 pisos, así como un amplio parque y plaza. Además, en el futuro, el proyecto contempla la construcción de una residencia para estudiantes.
En los años 2021 y 2022, la universidad llevó a cabo ampliaciones y mejoras en varias de sus instalaciones. Estos proyectos incluyeron la expansión y mejora de las instalaciones en el Campus A, ubicado en 59C Nguyen Dinh Chieu, Distrito 3; en la Instalación H, ubicada en 1A Hoang Dieu, distrito de Phu Nhuan; además de la inauguración del Campus D del Instituto ISB, situado en 196 Tran Quang Khai, Distrito 1, Ciudad Ho Chi Minh. Estas mejoras forman parte del proceso de reestructuración y mejora de la calidad de la enseñanza, la investigación y el desarrollo de las instalaciones de la institución.

### Reconstruir

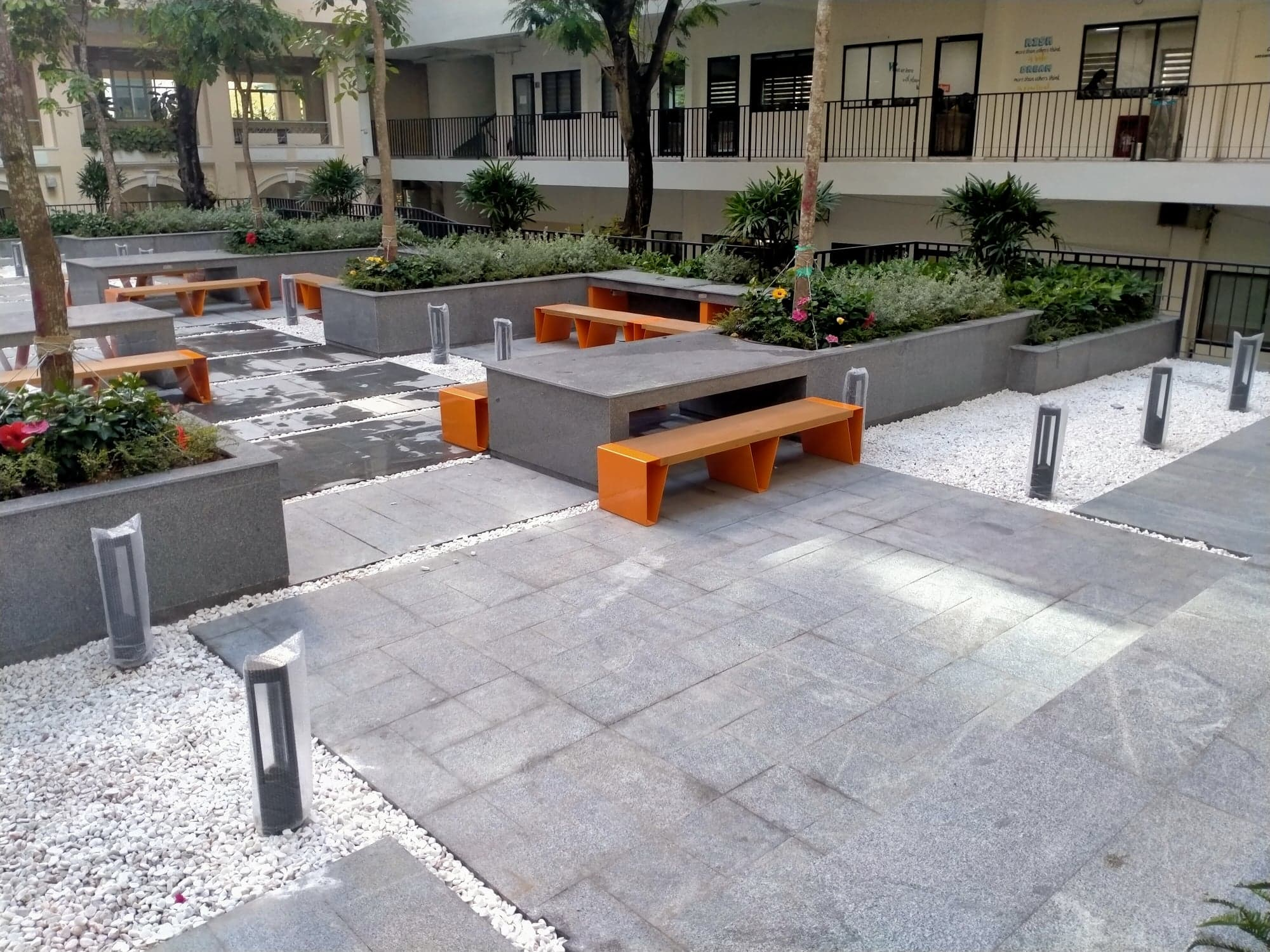
Jardín "English Zone" en el Campus B2 de la Universidad de Economía de la ciudad de Ho Chi Minh

### Generaciones de directores
- Profesor asociado, Dr. Dao Cong Tien (1990 - 1995) [27]
- NGND - Profesor, PhD. Nguyen Thanh Tuyen (1995 - 2001) [28]
- Profesor asociado, PhD. Pham Van Nang (2001 - junio de 2011) [29]
- GS. Dr. Nguyen Dong Phong (junio de 2011 - septiembre de 2020) [30]
- GS. Dr. Su Dinh Thanh (septiembre de 2020 - presente) [31]

## Campus escolar y sucursales afiliadas

### Instalaciones en Ciudad Ho Chi Minh

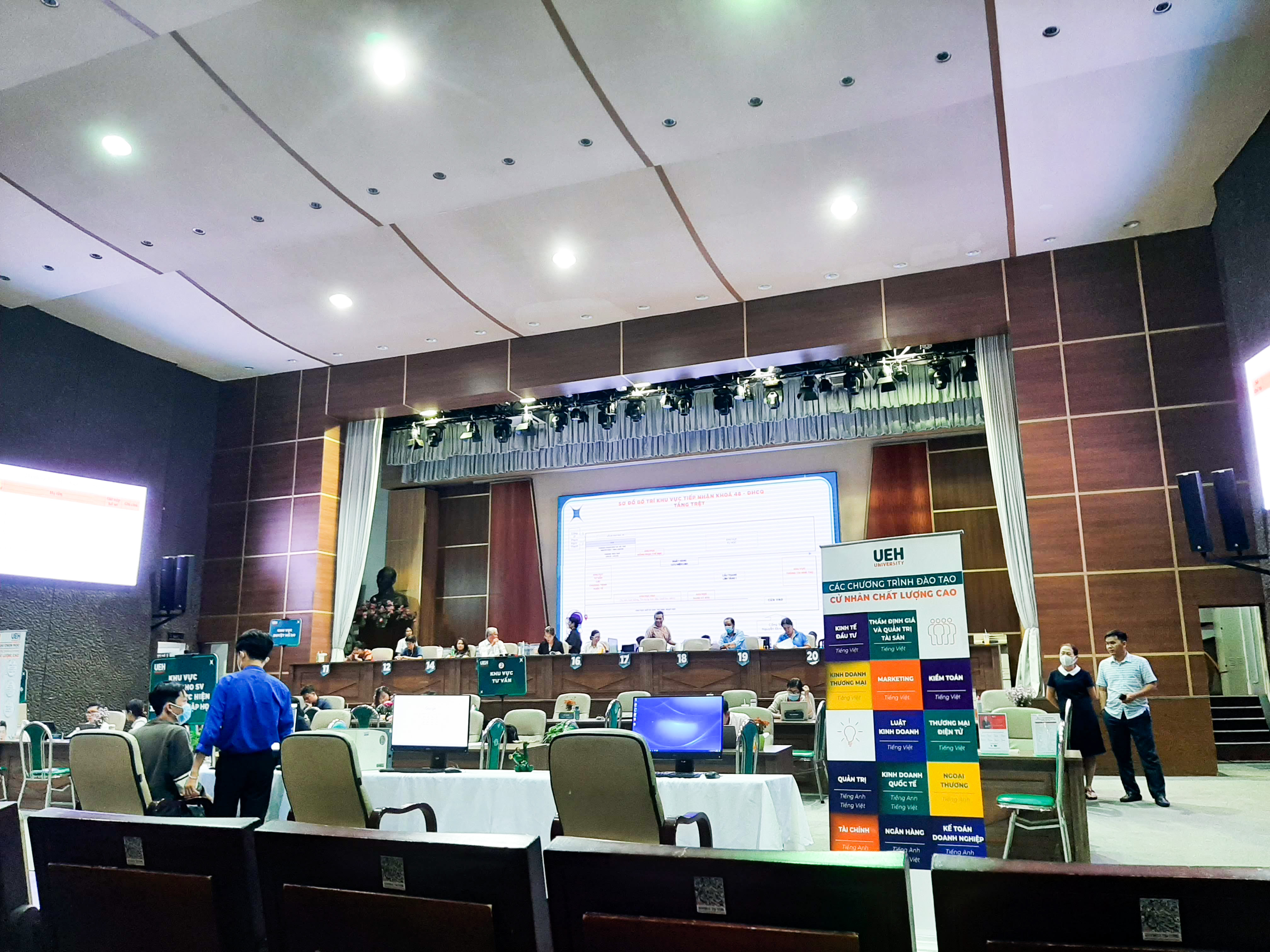
Pabellón A.116 con capacidad para 1000 personas en el Campus A de la Universidad de Economía de la ciudad de Ho Chi Minh

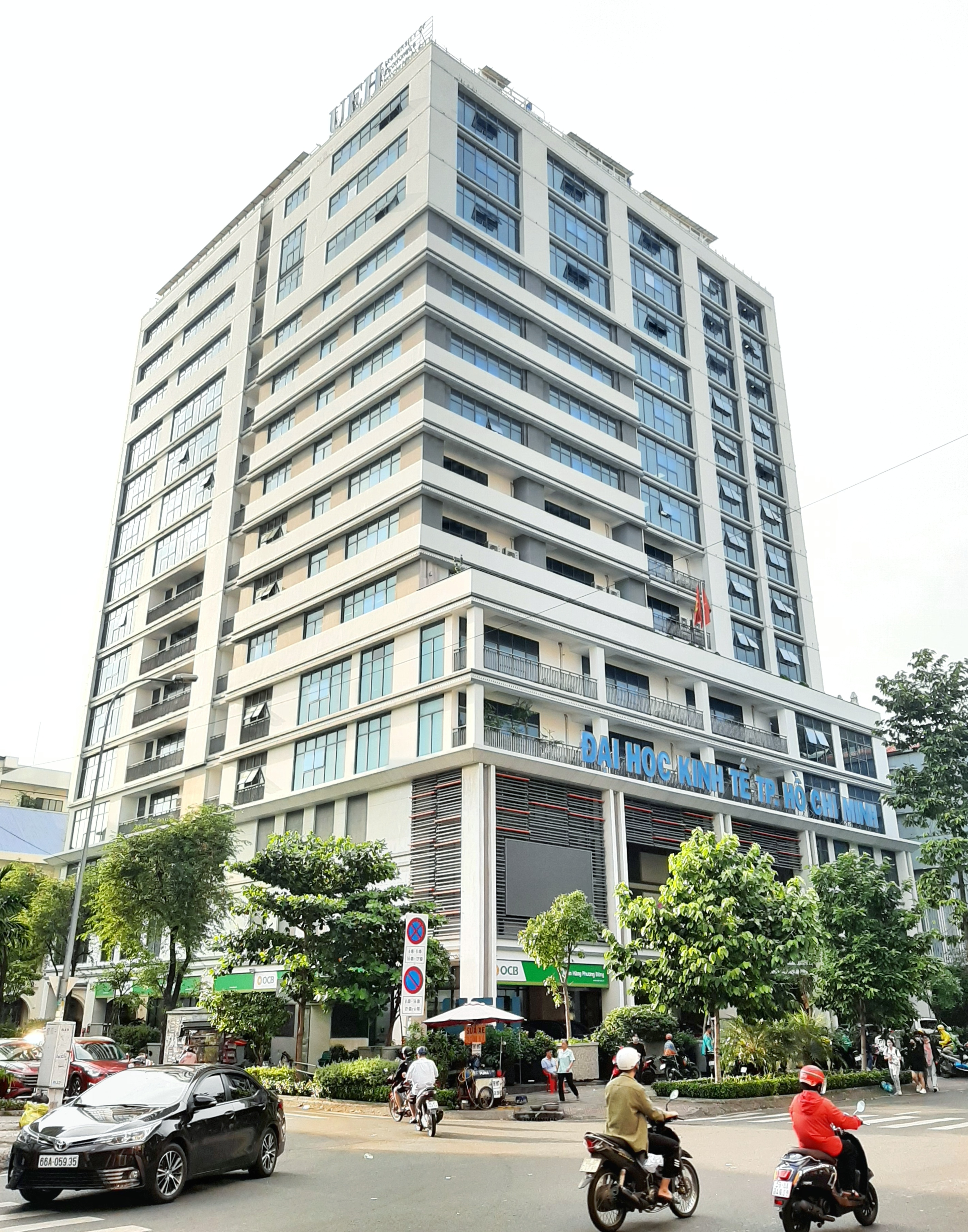
Fachada de la instalación B, calle Nguyen Tri Phuong, distrito 10

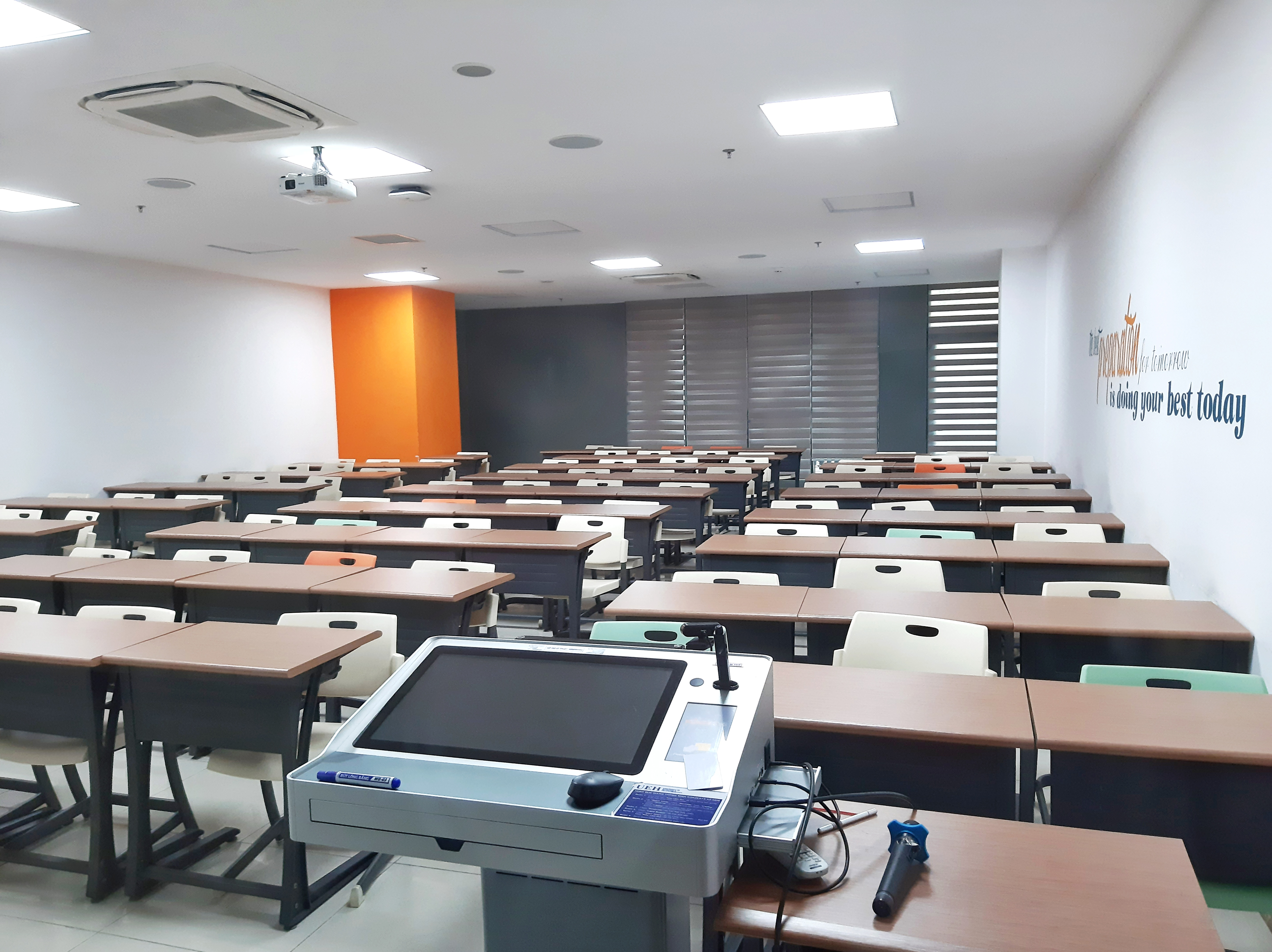
Un aula en el Campus B1

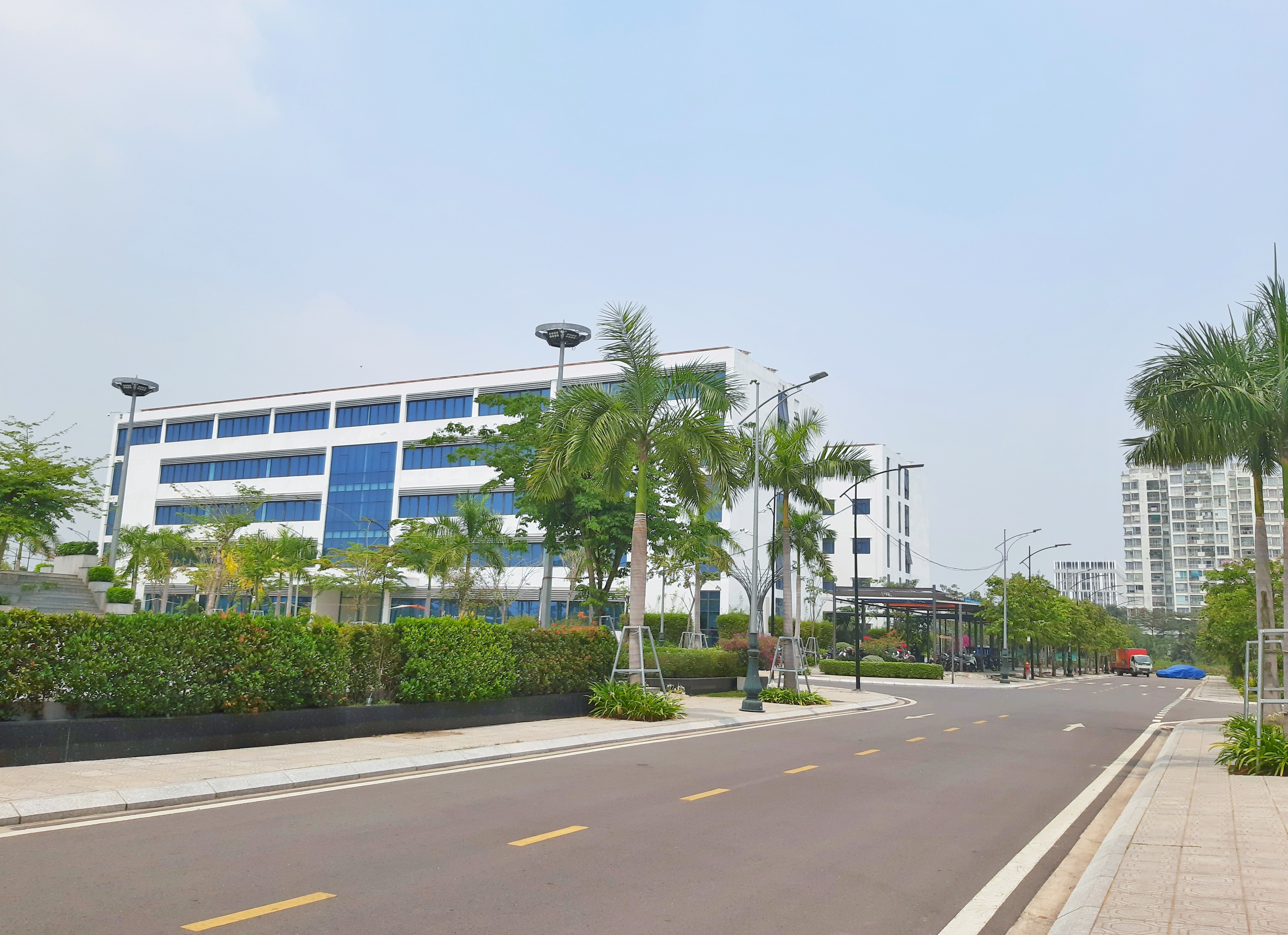
Campus escolar y edificio de salas de conferencias en el Campus N, distrito de Binh Chanh

- Instalación B, incluidos los edificios B1 y B2: 279 Nguyen Tri Phuong, Distrito 5, Distrito 10
- Instalación C : Sede del Centro Franco-Vietnamita de Capacitación en Gestión (CFVG), 91 Ba Thang Hai, Distrito 11, Distrito 10
- Instalación D : 196 Tran Quang Khai, Distrito Tan Dinh, Distrito 1
- Instalación E : 54 Nguyen Van Thu, distrito de Da Kao, distrito 1
- Instalación H : 1A Hoang Dieu, distrito 10, distrito de Phu Nhuan
- Instalación I : 17 Pham Ngoc Thach, distrito de Vo Thi Sau, distrito 3
- Instalación N : Calle Nguyen Van Linh, Área funcional N° 15, Nueva área urbana al sur de la ciudad, Comuna de Phong Phu, Distrito de Binh Chanh
- Instalación V : Instituto de Innovación (UII - Instituto de Innovación UEH), Instituto de Gestión y Ciudades Inteligentes (ISCM) y Hotel UEH (UEH Boutique Hotel): 232/6 Vo Thi Sau, Vo Thi Sau Ward, Distrito 3
- Centro deportivo UEH : 144 Pham Duc Son, distrito 16, distrito 8

### Unidad de Ciencia y Tecnología – Información Económica
- Revista asiática de investigación económica y empresarial
- Instituto de Idiomas y Estudios Internacionales (ILACS)
- Instituto de Investigaciones Empresariales
- Centro de datos – Análisis económico
- Centro de Investigación y Desarrollo de Gestión (CEMD)

### consejo asesor
- Consejo de Ciencia y Formación
- Consejo Asesor de Estrategia y Políticas
- Consejo de Garantía de Calidad
- Otros consejos asesores